# Johann Christian Buxbaum
Johann Christian (o Johannes Christianus Buxbaum ( 5 de octubre de 1693 - 7 de julio de 1730, Wermsdorf, Sajonia) fue un médico, botánico y explorador alemán, bautizado el 5 de octubre de 1693, en Mersebourg (a 25 km al oeste de Leipzig).
Era hijo de Andreas Buxbuam y de Maria Dorothea Bretnitz. Estudia medicina en las Universidades de Leipzig, de Wittenberg, de Jena y de Leiden. En 1721, invitado por Pedro I de Tusia "el Grande" (1672-1725), es botánico del jardín botánico del "Colegio Médico" de San Petersburgo.
En 1724, es nombrado miembro de la Academia de las Ciencias de San Petersburgo y es profesor de la Escuela de la Academia.
En tanto que médico, Buxbaum acompaña en 1724 a Alexander Rumyantsev (1680-1749) en su misión diplomática a Constantinopla. Así visita Grecia. En el camino de retorno, visita y explora Asia Menor, Bakú, Derbent y Astracán. Deja San Petersburgo en 1727.
Es uno de los primeros en describir la flora de las riberas del mar Negro, de Asia Menor y de Armenia.

## Honores
Le fue dedicada una revisión científica, consagrada a los musgos.

### Epónimos
Su nombre se commemora en el género botánico de musgo Buxhaumia
Especies
- (Asteraceae) Podospermum buxbaumii K.Koch[1]
- (Brassicaceae) Aethionema buxbaumii DC.[2]
- (Brassicaceae) Crambe buxbaumii Willd. ex Ledeb.[3]
- (Brassicaceae) Thlaspi buxbaumii Fisch. ex Hornem.[4]
- (Cyperaceae) Carex buxbaumii Wahlenb.[5]
- (Cyperaceae) Physiglochis buxbaumii (Wahlenb.) Raf.[6]
- (Leguminosae) Hedysarum buxbaumii M.Bieb.[7]
- (Leguminosae) Keyserlingia buxbaumii Bunge ex Boiss.[8]
- (Leguminosae) Lupinaster buxbaumii C.Presl[9]
- (Leguminosae) Sophora buxbaumii (Bunge) B.Fedtsch.[10]
- (Leguminosae) Trifolium buxbaumii Sternb. & Hoppe[11]
- (Poaceae) Bromus buxbaumii Ten. ex Steud.[12]
- (Rutaceae) Aplophyllum buxbaumii G.Don[13]
- (Scrophulariaceae) Cochlidiospermum buxbaumii Opiz[14]
- (Scrophulariaceae) Veronica buxbaumii Ten [15] ex F.W.Schmidt[16]

## Obra
- Enumeratio plantarum acculatior in argo Halensi vicinisque locis crescentium una cum earum characteribus et viribus (Halle, 1721)
- Plantarum minus cognitarum centuria I. [-V.] complectens plantas circa Byzantium & in oriente observatas (San Petersburgo : ex typographia Academiae, 1728-1740, publicado parcialmente de manera póstuma), cinco vols. ilustrados de grabados en cuero